# 플림스
플림스(독일어: Flims, 로만슈어: Flem)는 스위스 그라우뷘덴주의 임보덴군에 있는 지자체이다. 플림스 마을은 이 지역의 거의 모든 곳에서 볼 수 있는 플림저슈타인이 지배적인 풍경을 이루고 있다.
플림스는 플림스 마을(플림스 도르프라고 함)과 Fidaz 및 Scheia의 작은 마을, 그리고 대부분의 호텔이 1900년 전후에 지어진 플림스 관광의 최초 발상지인 플림스-발트하우스로 구성되어 있다.

## 역사
플림스는 765년에 Fleme으로 처음 언급되었다.
1990년대에 플림스의 낙농업자들은 마을 사람들이 매일 생우유나 저온살균 우유를 모으는 마을의 낙농장으로 우유를 배달했다. 가게 위치는 현재 관광안내소로 사용되고 있으며, 우유는 다른 곳에서 취급하고 있다. 작고 조용한 마을은 전통적으로 여름의 무성한 녹색 경사면에서 동물을 방목하는 낙농업자를 위한 겨울 집이었다. 《하이디》를 연상시키는 오두막이 여전히 바이세 아레나의 언덕과 스키장 곳곳에 있다. 낙농업자의 겨울 주택은 1층의 포장마차, 위층의 주택을 포함하는 구조로 쉽게 식별된다. 이 스타일은 혹독한 겨울 개월 동안 집을 데울 수 있도록 동물의 열을 상승시키는 것을 허용했다.
1877년 벨 에포크(Belle Époque)에 최초의 레크리에이션 호텔인 파크 호텔이 문을 열었다. 호텔은 또한 카우마 호수를 인수하고, 수영장을 지었다. 1940년에 첫 번째 목적으로 지어진 휴가용 주택이 건설되었으며, 현재는 전체 아파트와 주택의 절반 이상이 레크리에이션 목적으로 사용되고 있다.
고대 플림스는 청동기 시대부터 거주했으며, 중세성(Burg Belmont)의 유적은 피다츠(Fidaz)의 공공 도로 끝에서 도보로 40분 이내에 도달할 수 있다.

## 지리

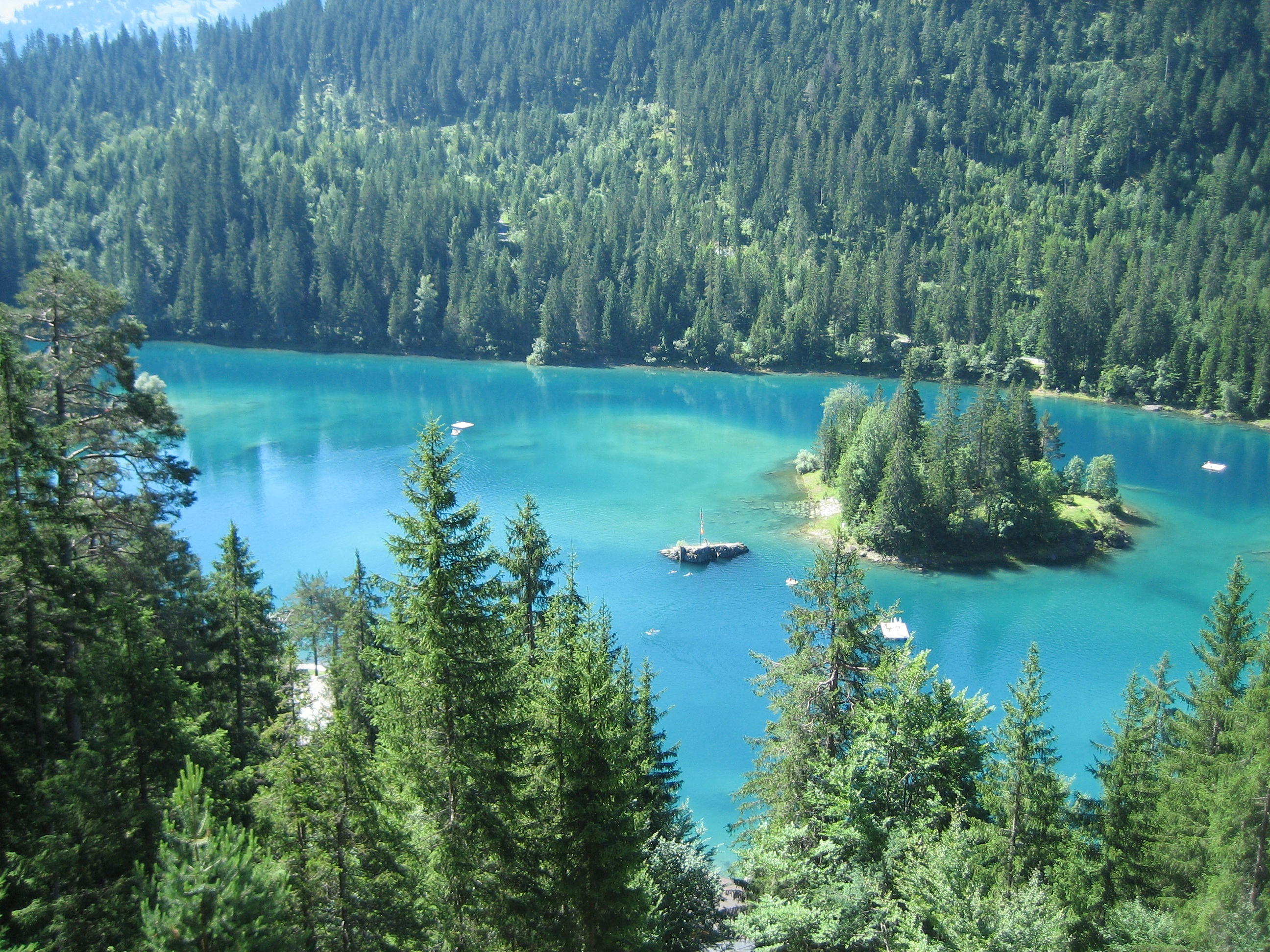
카우마제

플림스의 면적은 50.5km2이다. 이 지역의 33.7%는 농업용으로 사용되며 28.9%는 산림이다. 나머지 토지 중 3.6%는 정착지(건물 또는 도로)이고 나머지(33.9%)는 비생산적(강, 빙하 또는 산)이다.

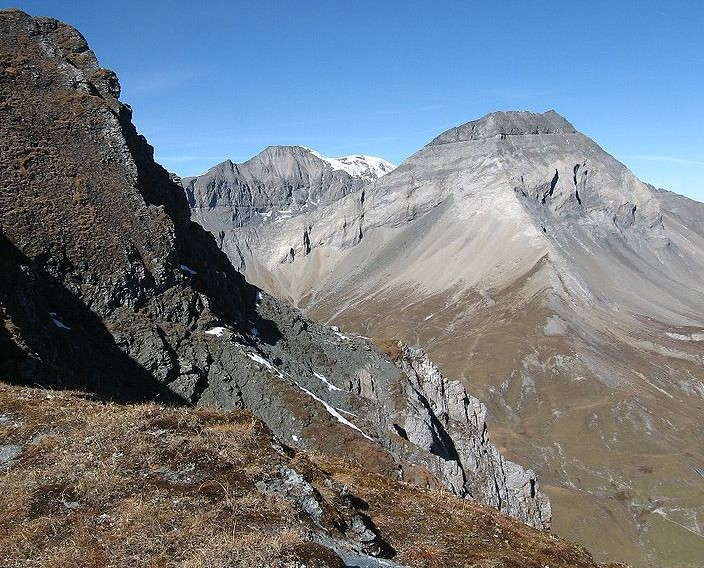
글라루스 트러스트 세계유산, 돌프봉과 세그나스봉

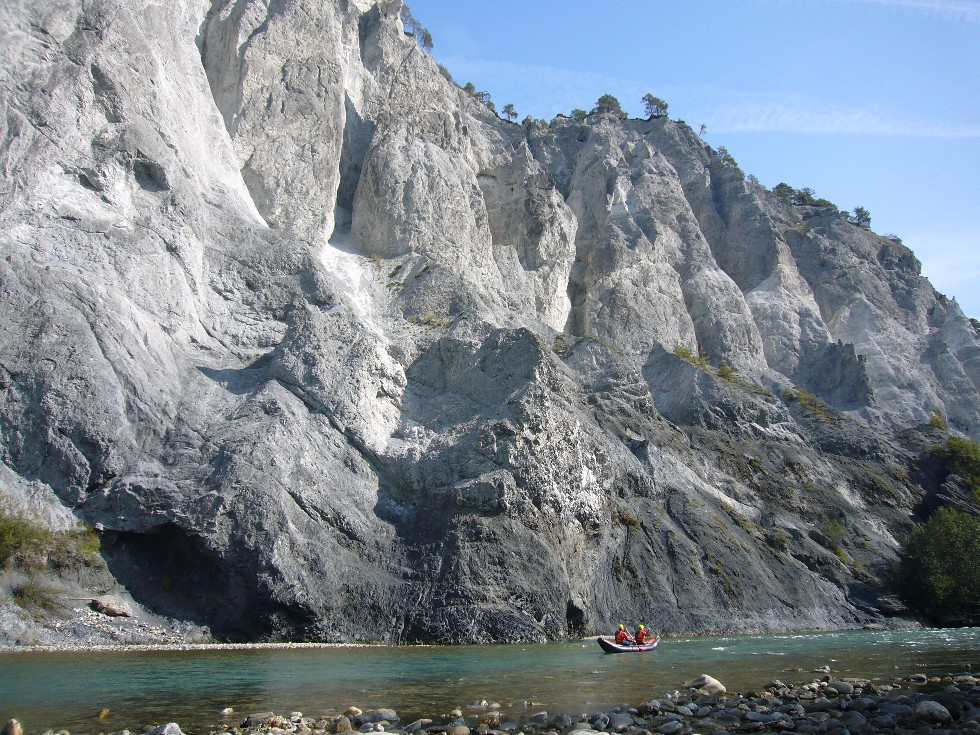
플림스 암반산사태의 잔해를 통과해 라인강이 깍은 지형

2017년 이전에 시정촌은 임보덴구의 트린 하위 지역에 위치했으며, 2017년 이후 임보덴군의 일부였다. 플림스는 이곳에서 루이놀타 협곡을 형성하는 라인 계곡 북쪽의 테라스에 있다. 시골 쪽에는 마을 북쪽에 수많은 개울과 호수가 있으며 이름이 유래되었다. "fluminae"는 라틴어로 ‘많은 시내’를 의미한다. 주요 강은 플렘강(Flem)이라고 불리는 반면, 마을 남쪽의 카우마제와 크레스타제에는 선사시대 플림스 암반산사태의 잔해 지역에 지류가 없었다.
시정촌의 가장 낮은 지점은 루이놀타의 라인강에서 630m이고, 세냐스봉(Piz Segnas)은 3,099m에 이른다. 세냐스봉과 이웃한 돌프봉(Piz Dolf)은 모두 현재 유네스코 세계 문화 유산인 상부에 글라루스 트러스트를 보여준다. 이 지역에 가장 쉽게 접근할 수 있는 방법은 플림스에서 필드카송(Fil de Cassons)까지의 공중 케이블카 또는 돌프봉(Piz Dolf)의 남동쪽에 있는 이 능선까지 다양한 하이킹을 이용하는 것이다. 한 경로는 플림저슈타인 주변을 달리는 야생 계곡인 바르기스 계곡(Val Bargis)을 경유하는 상승을 사용한다.

## 인구통계

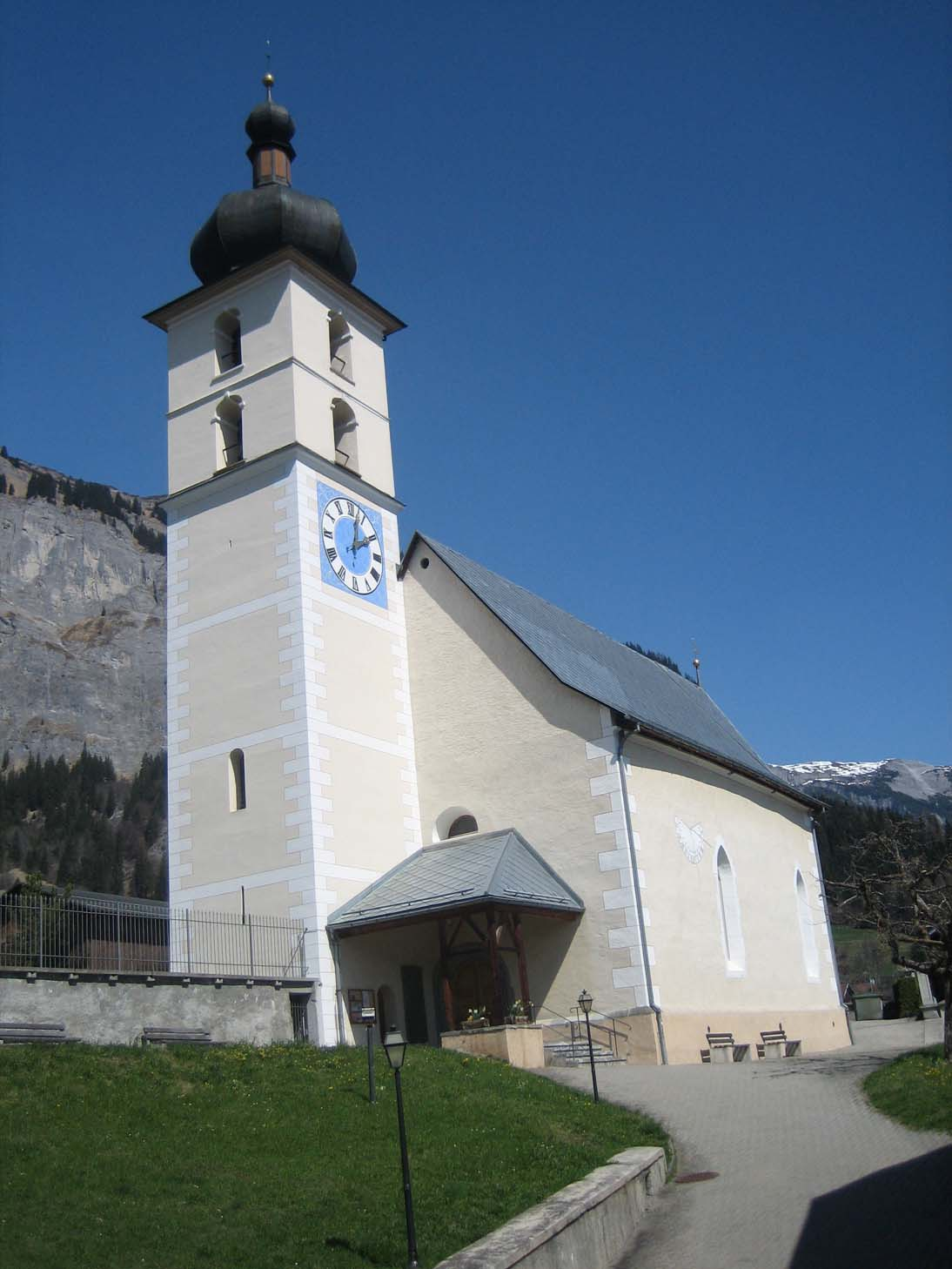
플림스 스위스 개혁 교회

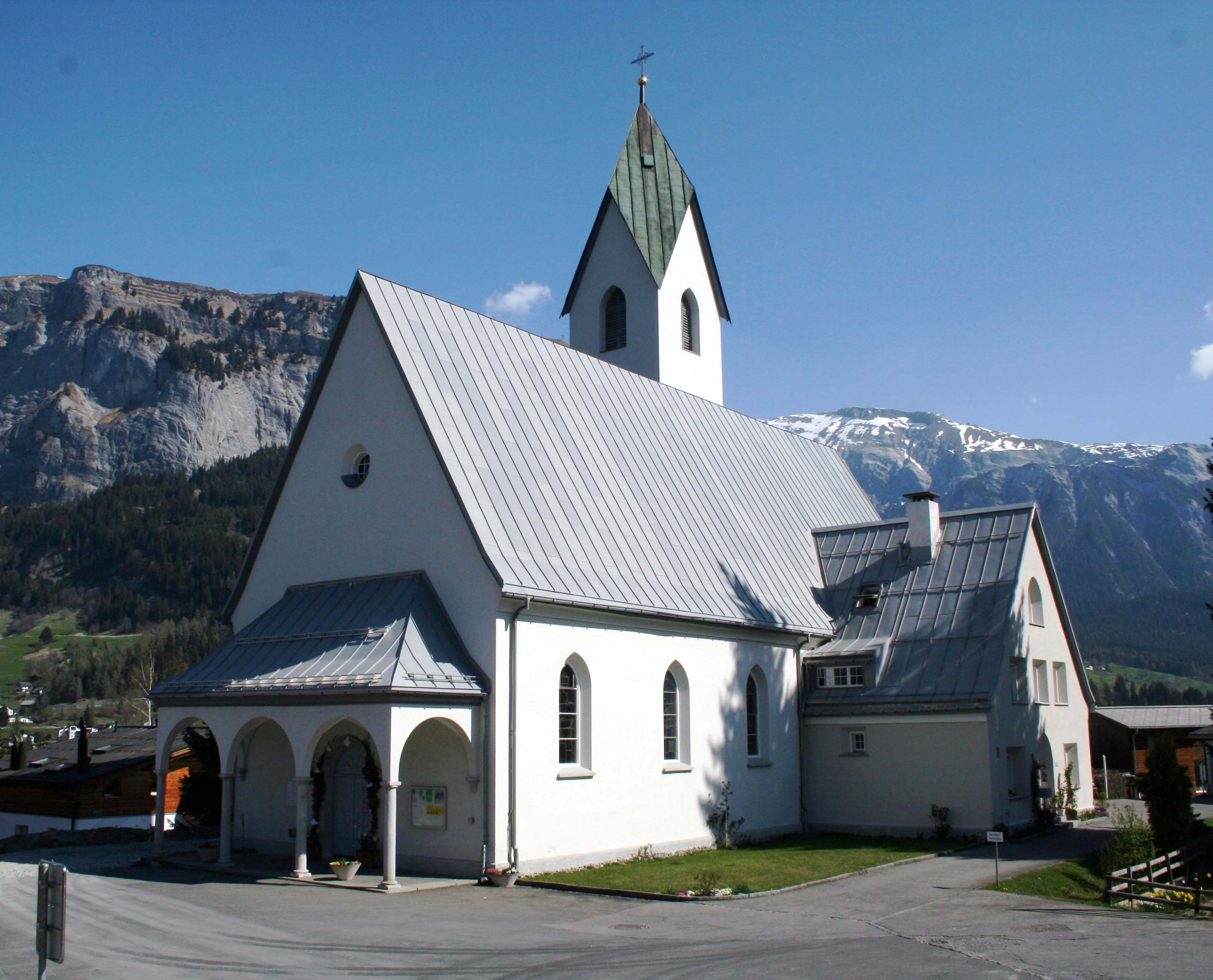
플림스 가톨릭 교회

2020년 12월 31일 기준, 플림스의 인구는 2,915명이다.  2008년 현재 전체 인구의 19.0%가 외국인이다. 지난 10년 동안 인구는 8%의 비율로 증가했다.
2000년 기준으로 인구의 성별 분포는 남성 50.1%, 여성 49.9%였다. 2000년 현재 플림스의 연령 분포는 다음과 같다. 219명 또는 전체 인구의 8.6%가 0세에서 9세 사이이다. 138명(5.4%)은 10~14세, 184명(7.2%)은 15~19세이다. 성인 인구 중 371명(인구의 14.6%)이 20~29세이다. 443명(17.4%)은 30~39세, 354명(13.9%)은 40~49세, 338명(13.3%)은 50~59세이다. 고령자 분포는 245명(인구의 9.6%)이 60~69세 사이이다. 70~79세는 147명(5.8%), 80~89세는 90명(3.5%), 90~99세는 20명(0.8%)이다.
2007년 연방 선거에서 가장 인기 있는 정당은 33.4%의 득표율을 기록한 SVP였다. 다음으로 가장 인기 있는 3개 정당은 FDP (32.8%), SPS (20.2%) 및 CVP (12.3%)였다.
전체 스위스 인구는 일반적으로 교육 수준이 높다. 플림스에서는 인구의 약 71.3%(25-64세)가 비필수 고등교육 또는 추가 고등교육(대학 또는 응용학문대학)을 완료했다.
플림스의 실업률은 2.25%이다. 2005년 기준으로 1차 경제 부문에 73명이 고용되어 있고, 이 부문에 약 27개 기업이 참여하고 있다. 205명이 2차 부문에 고용되어 있고, 이 부문에 33개의 기업이 있다. 1,156명의 사람들이 3차 부문에 고용되어 있으며, 이 부문에는 179개의 기업이 있다.
2000년 인구 조사에 따르면 932명(36.6%)이 로마 가톨릭 신자이고, 1,239명(48.6%)이 스위스 개혁 교회에 속해 있다. 나머지 인구 중 정교회에 속한 사람은 63명(약 2.47%)이고, 다른 기독교 교회에 속한 사람은 7명(약 0.27%)이다. 이슬람교인은 35명(약 1.37%)이다. 인구 조사에 등재되지 않은 다른 교회에 속한 9명의 개인(약 0.35%), 교회에 속하지 않은 148명(약 5.81%), 불가지론자 또는 무신론자 및 116명의 개인(약 4.55%)가 질문에 대답하지 않았다.
역사적 인구는 다음 표에 나와 있다.
| 년도 | 인구  |
| ---- | ----- |
| 1850 | 906   |
| 1900 | 789   |
| 1950 | 1,148 |
| 1960 | 1,444 |
| 1970 | 1,936 |
| 1980 | 2,136 |
| 1990 | 2,258 |
| 2000 | 2,549 |
| 2010 | 2,587 |
| 2016 | 2,702 |

## 언어
대부분의 인구(2000년 기준)는 독일어(80.0%)를 사용하며, 로만슈어는 두 번째(6.7%)로 많이 사용된다.
| 플림스의 언어 |             |             |             |             |             |             |
| 언어          | Census 1980 | Census 1980 | Census 1990 | Census 1990 | Census 2000 | Census 2000 |
| 언어          | 수          | 비율        | 수          | 비율        | 수          | 비율        |
| 독일어        | 1439        | 67.0 %      | 1802        | 80.0%       | 2038        | 80.0%       |
| 로만슈어      | 432         | 20.0 %      | 200         | 9.0%        | 171         | 7.0%        |
| 이탈리아어    | 91          | 4.0 %       | 62          | 3.0%        | 60          | 3.0%        |
| 인구          | 2136        | 100%        | 2258        | 100%        | 2549        | 100%        |

## 기후

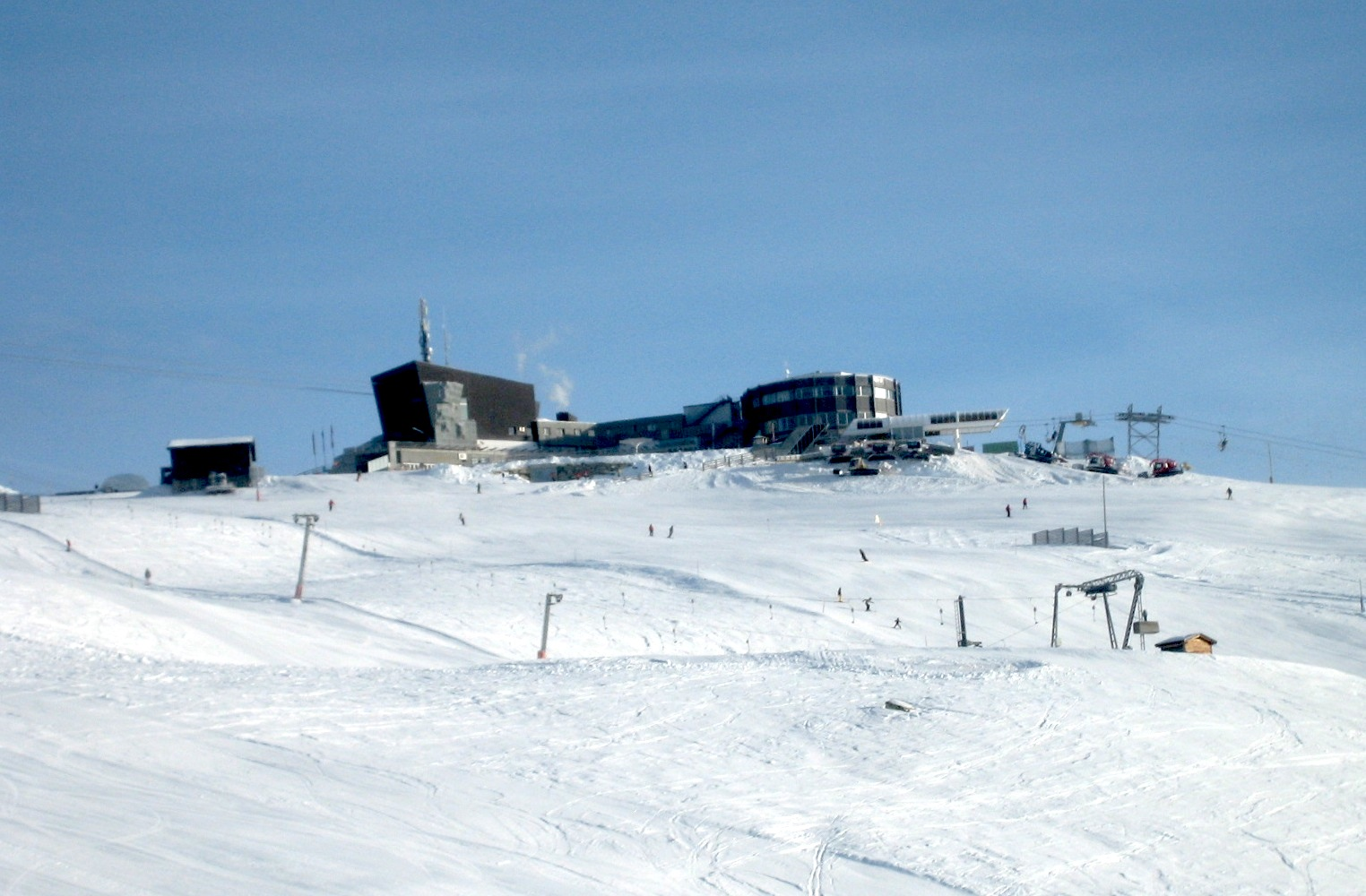
크랍 손 기온(Crap Sogn Gion)

스위스 기후는 일반적으로 온화하며, 여름에 강수량이 가장 많다. 가장 습한 달은 8월로 플림스의 평균 강수량은 128mm로 평균 12.8일이다. 일년 중 가장 건조한 달은 10월이며, 12.8일 동안 평균 강수량이 82mm이다. 10월부터 3월까지 많은 스위스가 안개 로 고통받고 있는데, 이는 플림스에 정상적으로 도달하지 못한다. 이 기간 동안 날씨는 몇 주 동안 안정적으로 유지될 수 있으며, 기온은 종종 역전된다. 즉, 플림스와 같은 약간 높은 지역은 실제로 낮은 지역보다 따뜻한다.

## 스포츠
특히 1877년부터 대형 호텔을 건설한 이후로 바람이 잘 차단되고 탁 트인 지역에서 여름 스파 타운으로 성장했으며, 오늘날에는 겨울 스포츠(주로 스키와 스노보드 )로도 유명하며, 현재는 바이세 아레나의 일부이다. 플림스, 락스 및 팔레라의 이전에 분리된 리조트를 결합한 리조트이다. 스키의 FIS 세계 선수권 대회와 스노보드의 버튼 유러피언 오픈과 같은 국제대회를 정기적으로 개최한다. 2004년에는 인기 있는 엑스박스 스노보드 비디오 게임인 ‘암페드 2’에 등장했고, 2005년에는 엑스박스 360의 후속작인 ‘암페드 3’에 등장했다. 바이세 아레나 케이블카가 산으로 쉽게 접근할 수 있기 때문에 이 도시는 인기 있는 겨울 및 여름 관광 명소가 되었다.
오늘날 플림스는 겨울 스포츠인 스노보드, 크로스컨트리 스키, 다운힐 스키, 썰매 뿐만 아니라 하이킹, 암벽등반, 패러글라이딩, 산악자전거, 수영 등의 여름 스포츠로 인기 있는 사계절 휴양지로 샘솟는 카우마호의 무지개 빛깔의 푸른 물이 있다. 콘 지역은 인상적인 래프팅 및 카누 시대인 루이놀타(라인 협곡)를 조망할 수 있는 좋은 지점이다. 빅토르 쿠드럅체프와 마리나 쿠드럅체프가 운영하는 연례 피겨 스케이팅 캠프가 있다. 캠프에 정기적으로 참가한 스케이터로는 스위스 대표팀의 자말 오스만, 사라 마이어, 스테판 람비엘 뿐만 아니라 국제 스케이터 에번 라이서첵, 그레고르 우르바스, 카렐 젤렌카, 키라 코르피 및 아리 페카 누르멘카리 등이 있다.

스키 구역

왼쪽에서 본 플림스의 산들: 친겔회르너의 일곱 봉우리, 세그나스봉 (가장 높은 곳), 돌프봉과 필데카손스

## 국가중요문화재

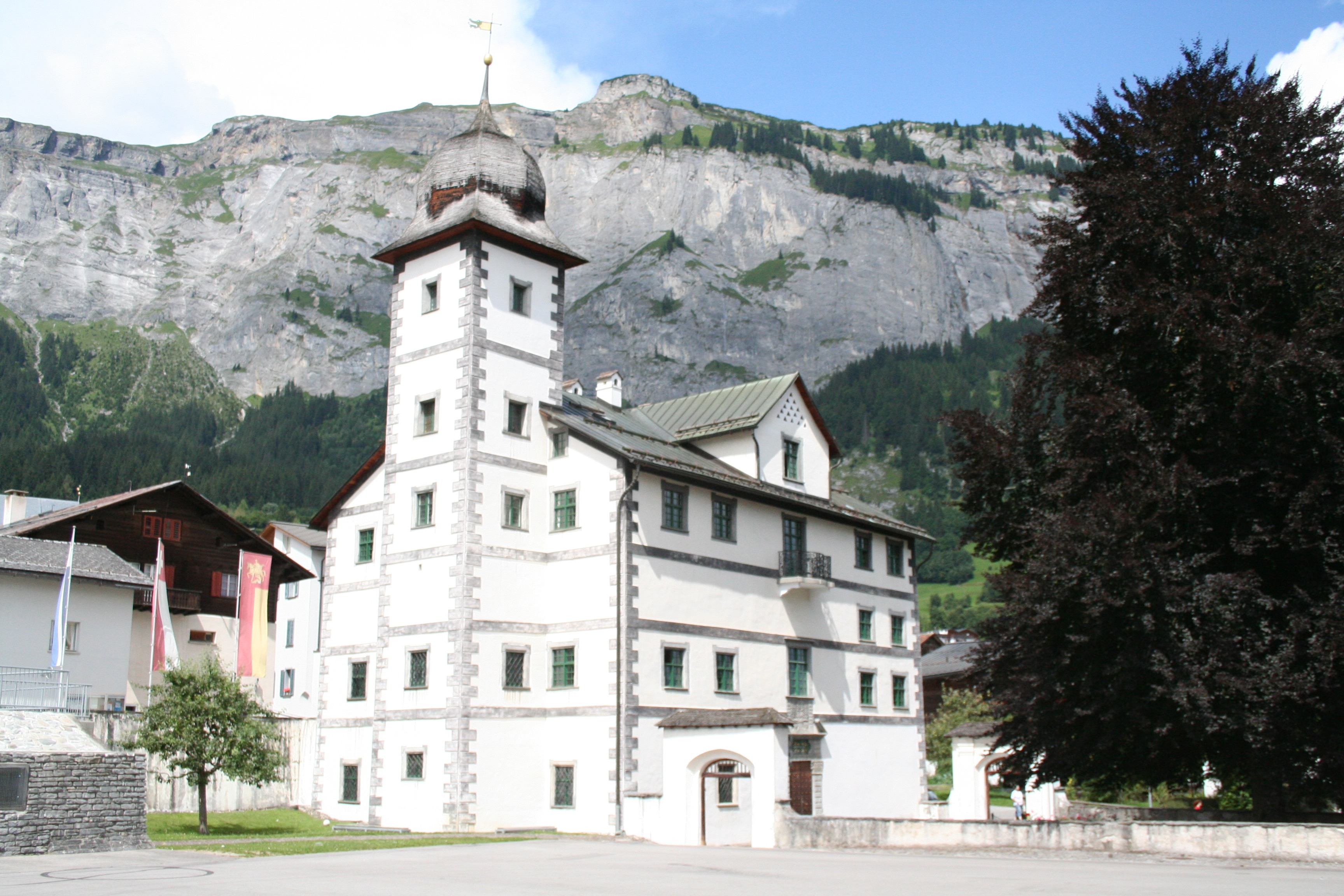
플림스의 시청, 슐뢰슬리

플림스의 슐뢰슬리(Schlössli)는 국가적으로 중요한 스위스 문화유산으로 등재되어 있다.  플림스 북쪽의 산들은 구조 활동의 가시성으로 인해 유네스코 세계 문화 유산으로 지정되었다.